# بالياس (فلم)
بالياس (بالأفريقانية: Paljas) (وتعني «السحر» أو «إلقاء تعويذة») هو فيلم دراما جنوب إفريقي صدر سنة 1997، وقد كتبه كريس بارنارد وأخرجته كاتينكا هاينز. اختير الفيلم ليكون الترشيح الرسمي لجنوب أفريقيا بخصوص جائزة الأوسكار لأفضل فيلم بلغة أجنبية في حفل توزيع جوائز الأوسكار السبعون، وهذا الترشيح هو الأول لفيلم جنوب أفريقي مُنذ نهاية نظام الفصل العنصري في جنوب أفريقيا.

## روابط خارجية
بالياس على موقع IMDb (الإنجليزية)
- بالياس على موقع Turner Classic Movies (الإنجليزية)
- بالياس على موقع أول موفي (الإنجليزية)
- بالياس على موقع فيلمافينيتي (الإسبانية)
- بالياس على موقع قاعدة بيانات الفيلم (الإنجليزية)
- بالياس على موقع ليتربوكسد (الإنجليزية)
- بالياس على موقع كينوبويسك (الروسية)